# Bartosz Fabiniak
Bartosz Fabiniak (ur. 17 września 1982 w Szczecinie) – polski piłkarz występujący na pozycji bramkarza.

## Kariera klubowa
Fabiniak rozpoczął swoją karierę w Energetyku Gryfino, skąd latem 2002 roku przeniósł się do czwartoligowej wówczas Arkonii Szczecin.
Przed rundą wiosenną sezonu 2003/2004 trafił do Pogoni Szczecin. Zespół awansował do Ekstraklasy po zajęciu 1. miejsca w tabeli, jednak Fabiniak nie zagrał w żadnym spotkaniu. 5 października 2004 zaliczył swój pierwszy oficjalny mecz w Pogoni. Było to spotkanie Pucharu Polski ze Świtem Nowy Dwór (0:2). W polskiej Ekstraklasie zadebiutował natomiast 12 czerwca 2005 w meczu z Odrą Wodzisław (4:1). 25 czerwca zagrał też w rewanżowym spotkaniu I rundy Pucharu Intertoto z mołdawskim Tiligulem Tyraspol (6:2).
Od wiosny 2006 Fabiniak był golkiperem Widzewa Łódź. W jego barwach zadebiutował 29 marca 2006 w wygranym 4:0 meczu z gdańską Lechią. Zagrał w 10 spotkaniach ligowych, a Widzew zajął 1. miejsce w tabeli i awansował do Ekstraklasy.
Pierwszy mecz w Ekstraklasie w barwach łodzian zagrał 28 lipca 2006 z Groclinem Dyskobolia (2:1). Zagrał w 23 spotkaniach ligowych, a Widzew zajął 12. miejsce w tabeli. W kolejnym sezonie zaliczył 27 występów w Ekstraklasie, lecz Widzew nie zdołał się utrzymać w najwyższej klasie rozgrywkowej (15. miejsce).
Po przybyciu Macieja Mielcarza do Widzewa Fabiniak stał się drugim bramkarzem zespołu. W sezonie 2008/09 zagrał tylko w 3 spotkaniach ligowych i 1 w Pucharu Polski. Widzew zajął 1. miejsce w tabeli, lecz w wyniku decyzji PZPN nie uzyskał awansu do Ekstraklasy w związku z aferą korupcyjną. W sezonie 2009/10 ponownie awansował do Ekstraklasy.
W styczniu 2011 Widzew rozwiązał kontrakt z Fabiniakiem. 27 stycznia podpisał kontrakt ze swoim byłym klubem – Pogonią Szczecin. Z początku był pierwszym bramkarzem w kadrze, jednak w sezonie 2011/12 wyraźnie przegrał rywalizację o miejsce w pierwszym składzie z Radosławem Janukiewiczem i rozegrał tylko 3 spotkania ligowe. Wywalczył z Pogonią awans do Ekstraklasy.

## Reprezentacja
Dzięki swej dobrej dyspozycji w Widzewie Fabiniak został nawet powołany przez Leo Beenhakkera na zgrupowanie reprezentacji składającej się z najlepszych piłkarzy polskiej ligi. Nie wystąpił jednak w biało-czerwonej koszulce z powodu kontuzji żebra oraz problemów z obojczykiem, a jego miejsce w kadrze zajął Maciej Gostomski.
W lutym 2008 Fabiniak znów otrzymał powołanie do kadry, tym razem na zgrupowanie we Wronkach oraz mecz z Estonią, jednak i tam nie udało mu się zaliczyć debiutu w reprezentacji.